# Liste des patriarches arméniens de Jérusalem

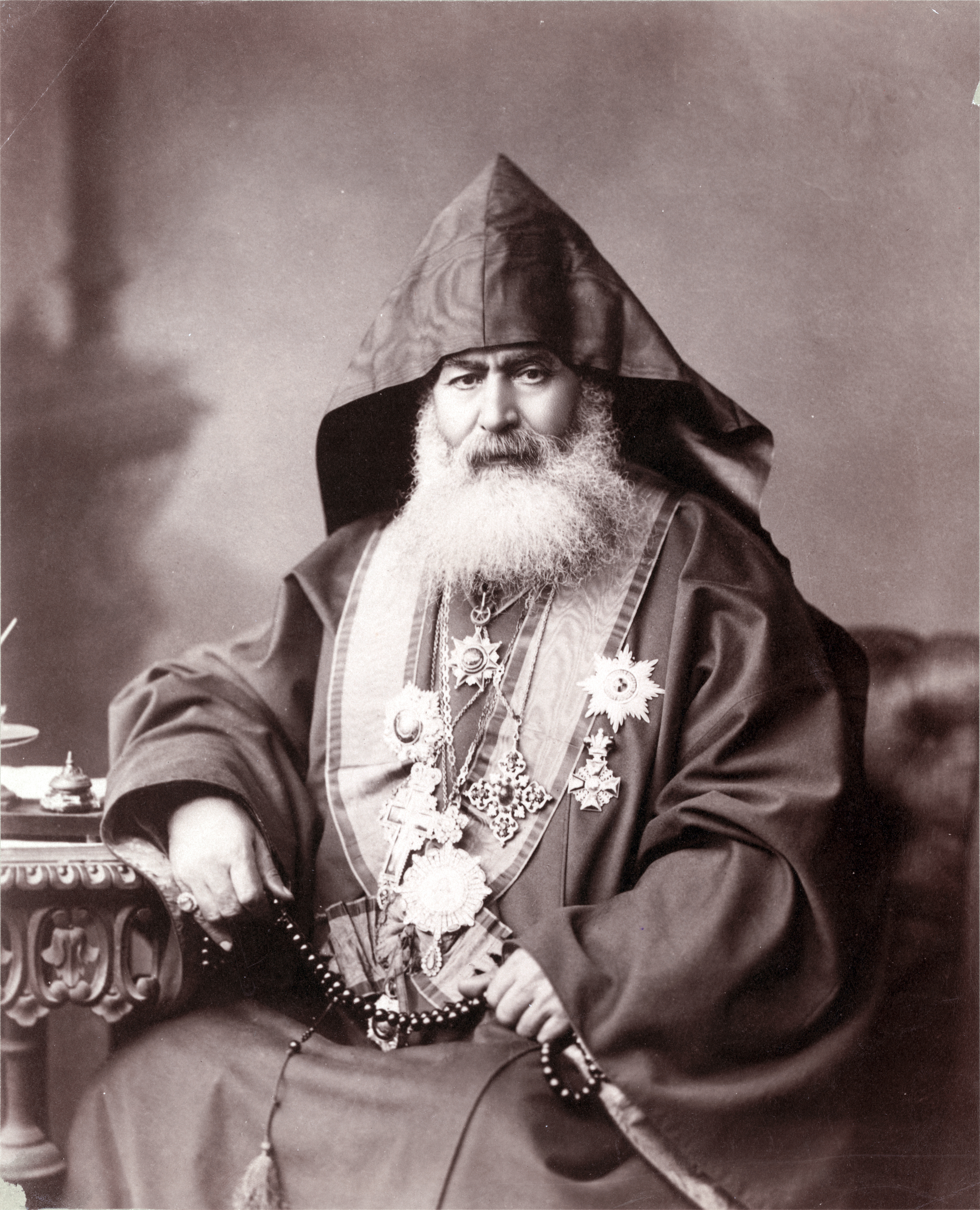
Le patriarche Harouthioun Véhapétian en 1900.

La liste des patriarches arméniens de Jérusalem est la liste des primats du Patriarcat arménien de Jérusalem.

## Patriarches de Jérusalem
- 638-669 : Abraham Ier ;
- 669-696 : Krikor Ier Ézékiélian ;
- 696-708 : Kevork ;
- 708-730 : Mkrtitch Ier ;
- 730-758 : Hovhannès Ier ;
- 758-774 : Stéphanos ;
- 774-797 : Éghia ;
- 885-909 : Abraham II ;
- 981-1006 : Krikor II ;
- 1006-1038 : Arsène Yerusaghematsi (de Jérusalem) ;
- 1008-? : Mesrob Ier (installé et déposé après un an par le calife fatimide) ;
- 1090-1109 : Siméon Ier ;
- 1109-1133 : Movses ;
- 1133-1152 : Éssaï Ier ;
- 1152-1180 : Sahak Ier ;
- 1180-1191 : Abraham III de Jérusalem ;
- 1191-1205 : Minas Ier ;
- 1205-1218 : Abraham IV ;
- 1218-1230 : Arakel ;
- 1230-1238 : Hovhannès II Garnetsi (de Garni) ;
- 1238-1254 : Garabed Ier de Jérusalem ;
- 1254-1281 : Hagopos ;

### Patriarches indépendants
- 1281-1313 : Sarkis Ier[1] ;
- 1313-1316 : Teodoros Ier ;
- 1316-1321 : David Ier ;
- 1321-1331 : Boghos Ier ;
- 1331-1341 : Vartan Areveltzi ;
- 1341-1353 : Hovhannès III Josleen ;
  - 1349 : Parsegh et Garabed II (coadjuteurs) ;
- 1353-1358 : Parsegh ;
- 1358-1366 : Krikor III ;
  - Giragos (coadjuteur) ;
- 1366-1381 : Mkrtith II ;
- 1381-1386 : Hovhannes IV  Lehatzi (de Pologne) ;
- 1386-1390 : Krikor IV  Yekibdatsi (d'Égypte) ;
- 1390-1393 : Éssaï II ;
- 1395-1417 : Sarkis II ;
  - 1399 : Martyros (coadjuteur) ;
  - 1402 : Mesrob (coadjuteur) ;
- 1417-1419 : Boghos II Karnetzi (de Garni), transféré à Sis en 1419 ;
- 1419-1430 : Martyros Ier d'Égypte, mort en 1450 ;
  - 1426 : Minas (coadjuteur) ;
- 1430-1439 : Essaï III ;
- 1441-1445 : Hovhannes V ;
- 1445-1454 : Abraham V Missirtzi ;
  - 1436-1437 :  Muron (coadjuteur) ;
- 1454-1461 : Mesrob II ;
- 1461-1476 : Petros Ier ;
- 1476-1479 : Mkrtitch III Elovtzi ;
- 1479-1485 : Abraham VI Periatzi (d'Alep) ;
- 1485-1491 : Hovhannès VI Misirtsi ;
- 1491-1501 : Martyros II Brusatzi (de Brousse) ;
- 1501-1507 : Petros II ;
- 1507-1523 : Sarkis III ;
- 1523-1525 : Hovhannès Tulgurantsi[2] ;
- 1525-1532 : Hovhannès Kilisti[3] ;
- 1532-1544 : Astvatzatour II Merdintzi (de Mardin);
- 1544-1564 : Philippos ;
- 1564-1566 : Astvatzatour II Merdintzi  ;
- 1566-1595 : Andréas Merdintzi ;
- 1595-1615 : David II Merdintzi ;
- 1613-1645 : Krikor V Markarian Kantsagetsi « Baron-Ter » ;
- 1645-1666 : Astvatzatour III Daronesti (mort en 1672) ;
- 1666-1667 : Eghiazar Ier d'Aïntab (mort en 1691) ;
- 1667-1668 : Astvatzatour III Daronesti (à nouveau) ;
- 1668-1669 : Eghiazar Ier d'Aïntab (à nouveau) ;
- 1669-1670 : Martyros III Khrimtzi (de Kafa ; mort après 1684) ;
- 1670-1672 : Astvatzatour III (à nouveau) ;
- 1672-1682 : Eghiazar Ier d'Aïntab (à nouveau) ;
- 1682-1684 : Martyros III Khrimtzi (à nouveau) ;
- 1684-1691 : Hovhannès VI Amasyatzi ;
  - 1685-1688 : Hovhannes VII Bolsetzi (coadjuteur) ;
  - 1688-1691 : évêque Simeon (coadjuteur) ;
  - 1688-1691 : Hovhannes VII Bolsetzi ;
- 1689-1702 : Minas II Hamtetzi (d'Amid, actuelle Diyarbakır) ;
  - 1691-1696 : Hovhannès VII Bolsetzi (coadjuteur) ;
  - 1696-1702 : Galoust Gaïdzag Hetountzi (coadjuteur) ;
- 1702-1703 : Avedik de Tokat (également patriarche de Constantinople) ;
- 1703 : Minas II d'Amid (actuelle Diyarbakır) ;
  - 1703 : Matteos Sari de Césarée (coadjuteur, ancien patriarche de Constantinople)
- 1704-1706 : Avétik de Tokat (aussi patriarche de Constantinople) ;
  - 1706 : Krikor  (coadjuteur) ;
- 1706-1706 : Martyros d'Erzengan ;
- 1706-1707 : Michael de Kharpout ;
- 1707-1707 : Sahak II d'Aboutchek ;
- 1707-1708 : Hovhannès VIII de Smyrne ;
- 1708-1711 : Sahak II d'Aboutchek ;
- 1714-1715 : Hovhannès IX de Gandzak ;
- 1715-1749 : Krikor VI Shiravantzi (de Chirvan) ;
- 1749-1752 : Hagop II Nalian (mort après 1752) ;
- 1752-1761 : Téodoros Ier Khorenatsi ;
- 1761-1768 : Garabed III Kantchagetzi (de Gandzak) ;
- 1768-1775 : Petros III Vanetzi ;
- 1775-1793 : Hovahim Kanapertzi (de Kanaker) ;
- 1793-1800 : Petros IV Yevtogeeyatzi ou de Tokat ;
- 1800-1802 : conseil de Jérusalem présidé par l'évêque Teodoros Vanesti ;
- 1802-1819 : Téodoros II Vanetzi (de Van) ;
- 1819-1840 : Gabriel  Neegomeetatzi (de Nicomédie) ;
  - 1824-1841 : Petros IV Krikorian ;
- 1841-1846 : Zakaria Der Bedrossian Gopetzi (Ter-Grigorian) ;
- 1847-1850 : Kirakos Munatzakanian Yerusaghemasti ;
- 1850-1860 : Hovhannès X Movsessian Zmurnatsi (de Smyrne) ;
- 1860-1864 : Vertanès (intérimaire) ;
- 1865-1885 : Éssaï IV Garabédian Talasti (de Talas) ;
  - 1885-1889 : Yeremya Ter-Sahagian Kharpertsi, évêque locum tenens ;
- 1885-1910 : Harouthioun Véhapétian Yekubdatsi ;

### Période intermédiaire
- 1909-1913 : Taniel Hagopian, locum tenens ;
- 1914-1916 : Malachia Ormanian[4], locum tenens ;
- 1916-1917 : Sahag Khabayan[5]. Installé par le gouvernement Jeunes-Turcs avec le titre de « Catholicos-Patriarche de l'Empire ottoman » ;

### Mandat britannique
- 1921-1929 : Yéghiché Ier Tourian ;

### Indépendance retrouvée
- 1929-1939 : Torkom Ier Koushagian ;
- 1939-1944 : Mesrob III Nishanian ;
- 1944-1949 : Gouregh Israelian ;
  - 1949-1956 : Yéghiché Derderian, locum tenens ;
  - 1956-1957 : Tiran Nersoyan, locum tenens ;
- 1957-1958 : Tiran Nersoyan (jamais consacré) ;
  - 1958-1960 : Souren Kemhajian, évêque locum tenens ;
- 1960-1990 : Yéghiché II Derderian ;
- 1990-2012 : Torkom II Manougian ;
- 2013- : Nourhan Ier Manougian

## Source
- Krikor Jacob Basmadjian, « Chronologie de l'histoire de l'Arménie », dans Revue de l'Orient chrétien, Bureaux des œuvres d'Orient, Tome IX (XIX), Paris, 1914, « II. Les Patriarches, A. Les Patriarches de Jérusalem », p. 369-371.